# Stuart Lyons
Stuart Lyons (Manchester, Anglaterra, 1928 – 23 de febrer de 1998) va ser un productor i director de càsting britànic. Fou membre del jurat internacional del Festival Internacional de Cinema de Sant Sebastià 1976.

## Com a productor
- Something to Believe In (1998) (line producer)
- Meetings with Remarkable Men (1979)
- The Slipper and the Rose (1976)

## Director de càsting
- The Blue Max (1966)
- Those Magnificent Men in Their Flying Machines (1965)
- Guns at Batasi (1964)
- Aquests són els condemnats (1963)
- Pirates of Blood River (1962)
- La maledicció de l'home llop (1961)
- Shadow of the Cat (1961)
- Xiscle de terror (US)
- Sword of Sherwood Forest (1960)